# FBC White Star
FBC White Star é um clube de futebol peruano sediado na cidade de Arequipa no departamento de Arequipa. Foi fundado no dia 15 de agosto de 1917 e disputa a Copa Peru.

## Premiações
- Campeonato nacional de futebol feminino: 2009[1]